# Acontia lactipennis
Acontia lactipennis är en fjärilsart som beskrevs av Harvey 1875. Acontia lactipennis ingår i släktet Acontia och familjen nattflyn. Inga underarter finns listade i Catalogue of Life.